# Затерланд
Затерланд (нем. и н.-нем. Saterland, в.-фриз. Seelterlound, ниж.-сакс. Seelterlaand) — город в Германии, в земле Нижняя Саксония.
Входит в состав района Клоппенбург. Население составляет 13 031 человек (на 31 декабря 2010 года). Занимает площадь 123,62 км².
Коммуна подразделяется на четыре сельских округа.
Часть жителей города говорит на затерландском фризском языке (иногда его считают не самостоятельным языком, а диалектом фризского). Почти нигде, кроме Затерланда, на этом языке не говорят.
| Год  | Население |
| ---- | --------- |
| 1990 | 9 494     |
| 1995 | 11 749    |
| 2000 | 12 551    |
| 2005 | 12 844    |
| 2010 | 12 904    |

## Фотографии

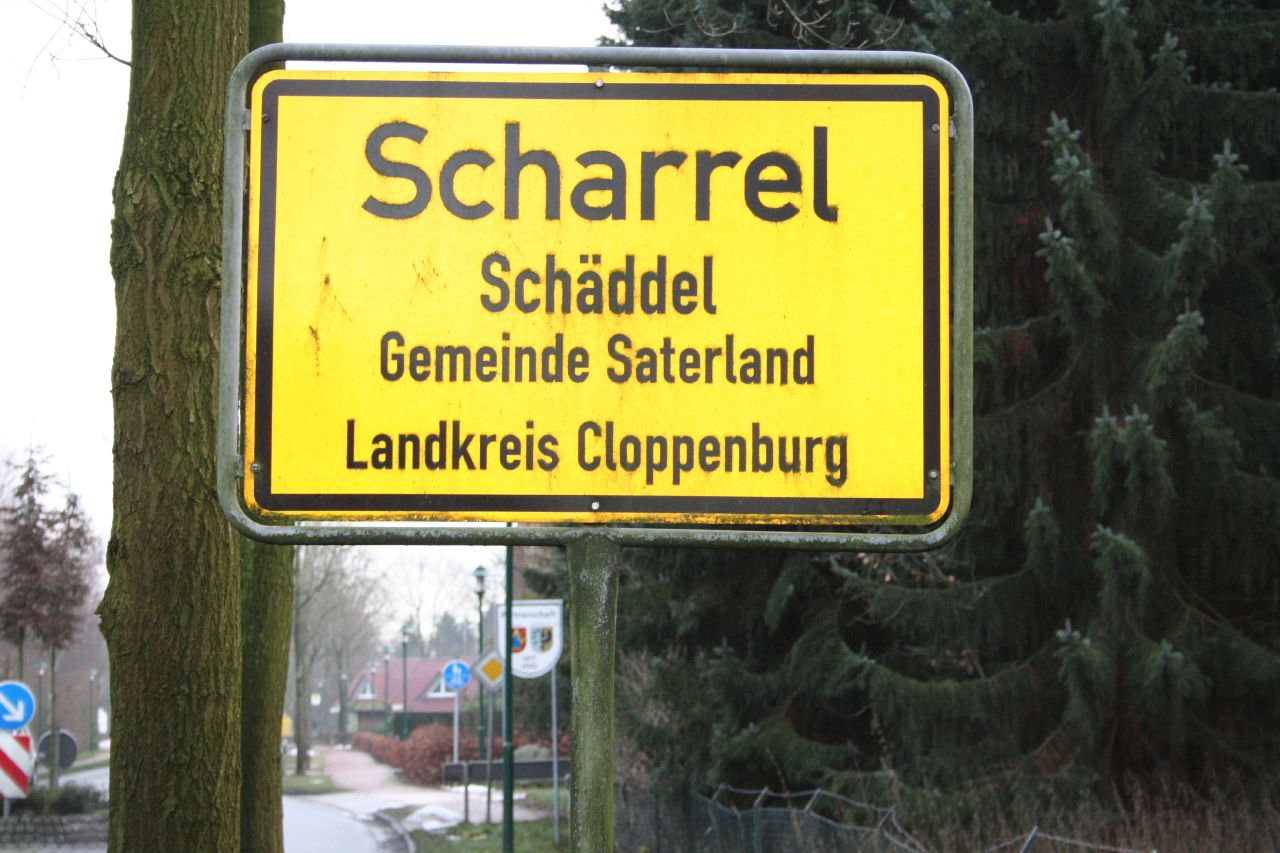
Двуязычный дорожный указатель (на немецком и восточно-фризском языке)
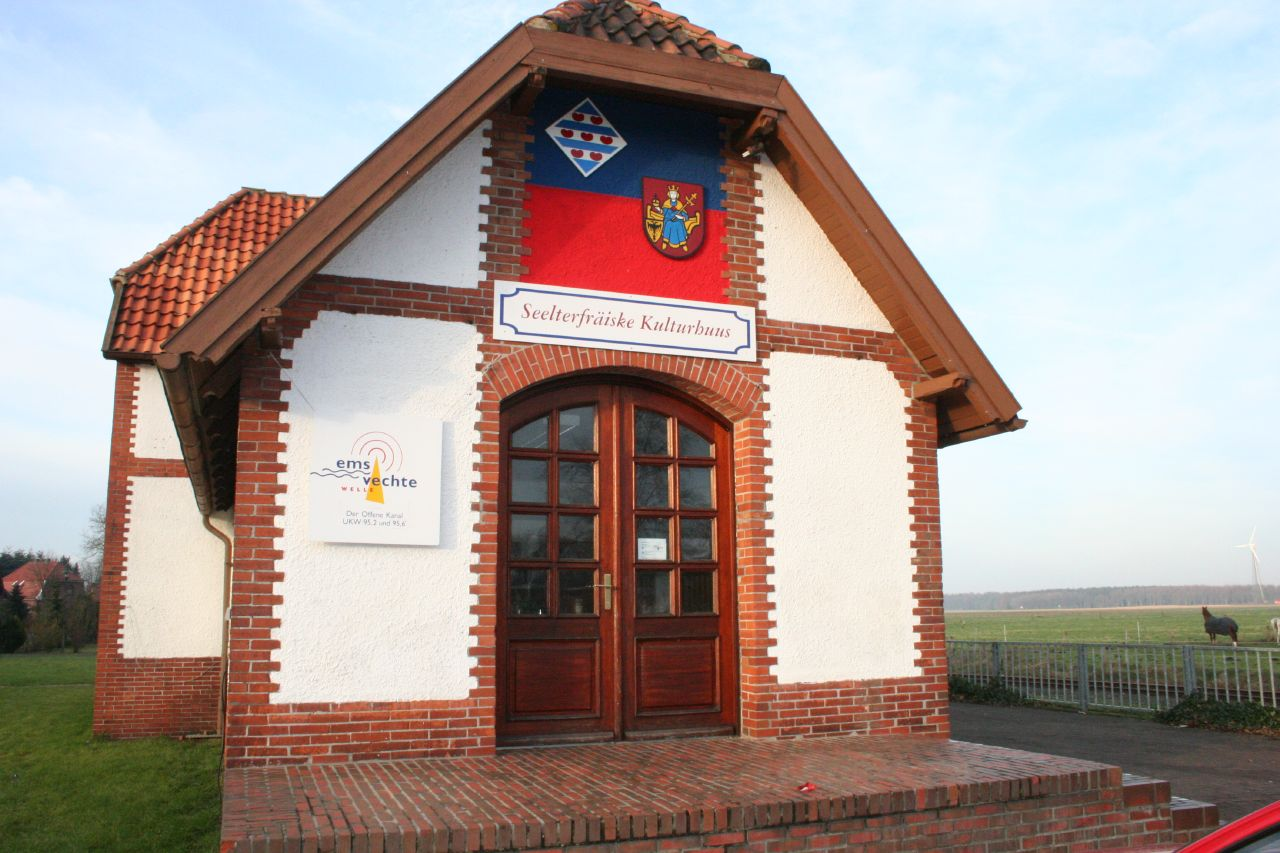
Бывший вокзал (Шаррел), ныне — культурный центр
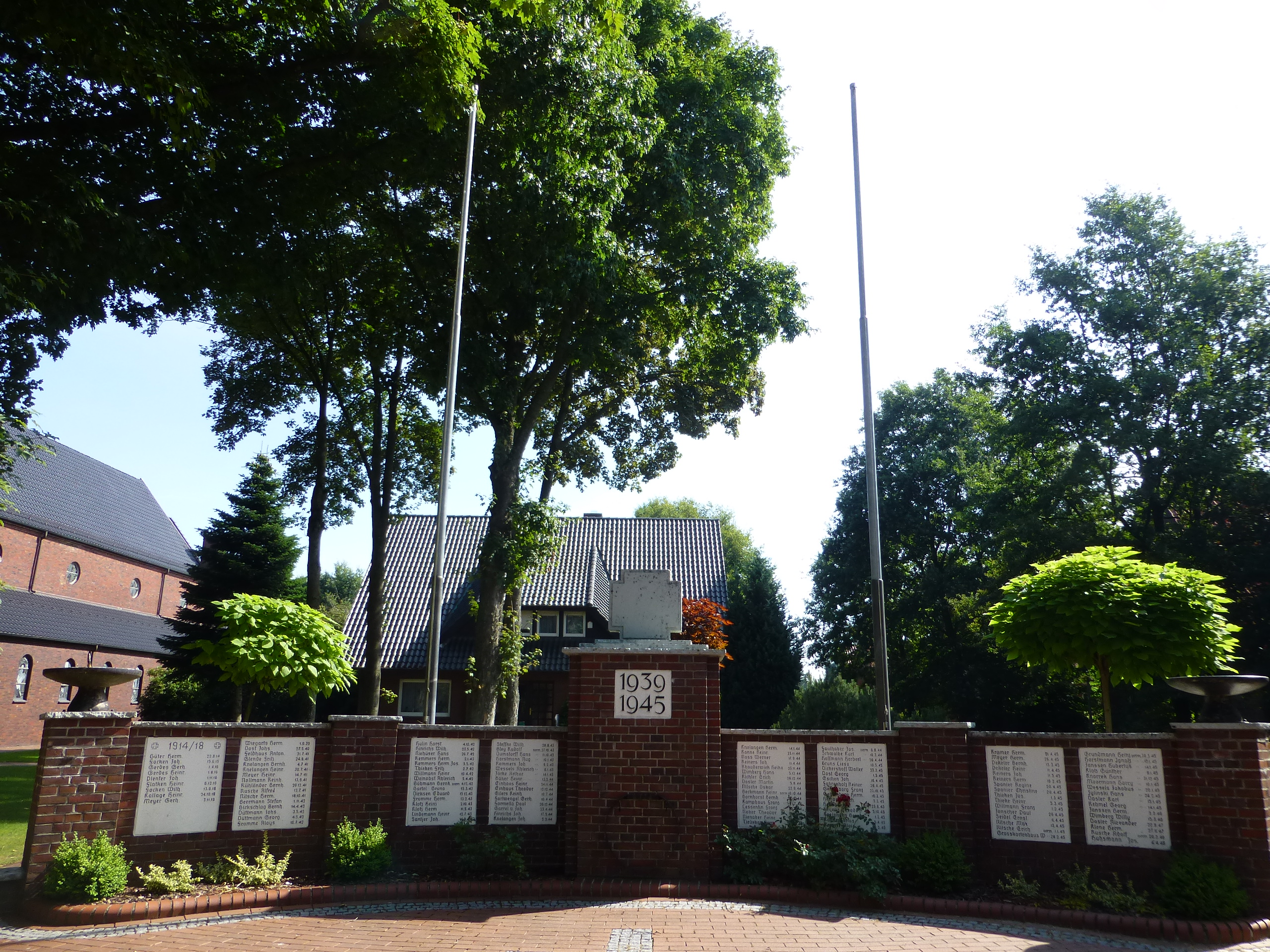
Памятник павшим в мировых войнах (пос. Зедельзберг)